# بمب‌گذاری‌های ۲۰۱۰ قزلیار
بمب‌گذاری‌های ۲۰۱۰ قزلیار (انگلیسی: 2010 Kizlyar suicide bombings) دو حمله انتحاری بود که در ۳۱ مارس در قزلیاز که در شمال روسیه و قفقاز در جمهوری داغستان واقع است رخ داد و ۱۲ کشته و ۱۸ زخمی برجای گذاشت. این بمب‌گذاری‌ها ۴۸ ساعت بعد از حمله بمب‌گذاری ۲۰۱۰ مترو مسکو صورت گرفت.